# Hussards de la Légion de Damas
Cet article concerne l'escadron de hussards issu de la Légion de Damas. Pour ladite unité, dirigée par  Étienne de Damas-Crux, voir Légion de Damas. Pour l'unité dirigée par Roger de Damas, voir Légion noire de Mirabeau.
Les hussards de la Légion de Damas sont un escadron de hussards de la Légion de Damas de l'armée des émigrés, puis un régiment de l'armée de Condé.

## Création et différentes dénominations
- juin 1793 : L'escadron est créé par le comte Étienne de Damas-Crux et sert dans l'armée hollandaise.
- 1795 : Il passe dans l'armée britannique.
- janvier 1797 : un deuxième escadron est constitué.

   L'infanterie de cette légion ayant été détruite au débarquement des émigrés à  Quiberon, le comte Étienne de Damas-Crux conclut avec le prince de Condé, l'année suivante, une capitulation en vertu de laquelle il forme, des débris de cette même légion, un régiment de hussards les hussards de la Légion de Damas, qu'il commande à l'armée de ce prince. Il passe en Russie avec le corps de Condé, et est dès lors attaché à la personne de SAR le duc d'Angoulême, en qualité de premier gentilhomme de la chambre. Il accompagne ce prince, de Mittau à l'armée de Condé, puis à Varsovie, et enfin en Angleterre. 
- septembre 1797 : Les hussards de Damas passent dans l’armée russe.
- janvier 1798 : Le corps des Hussards de la Légion de Damas est licencié et réuni aux Dragons d'Enghien.

## Uniforme

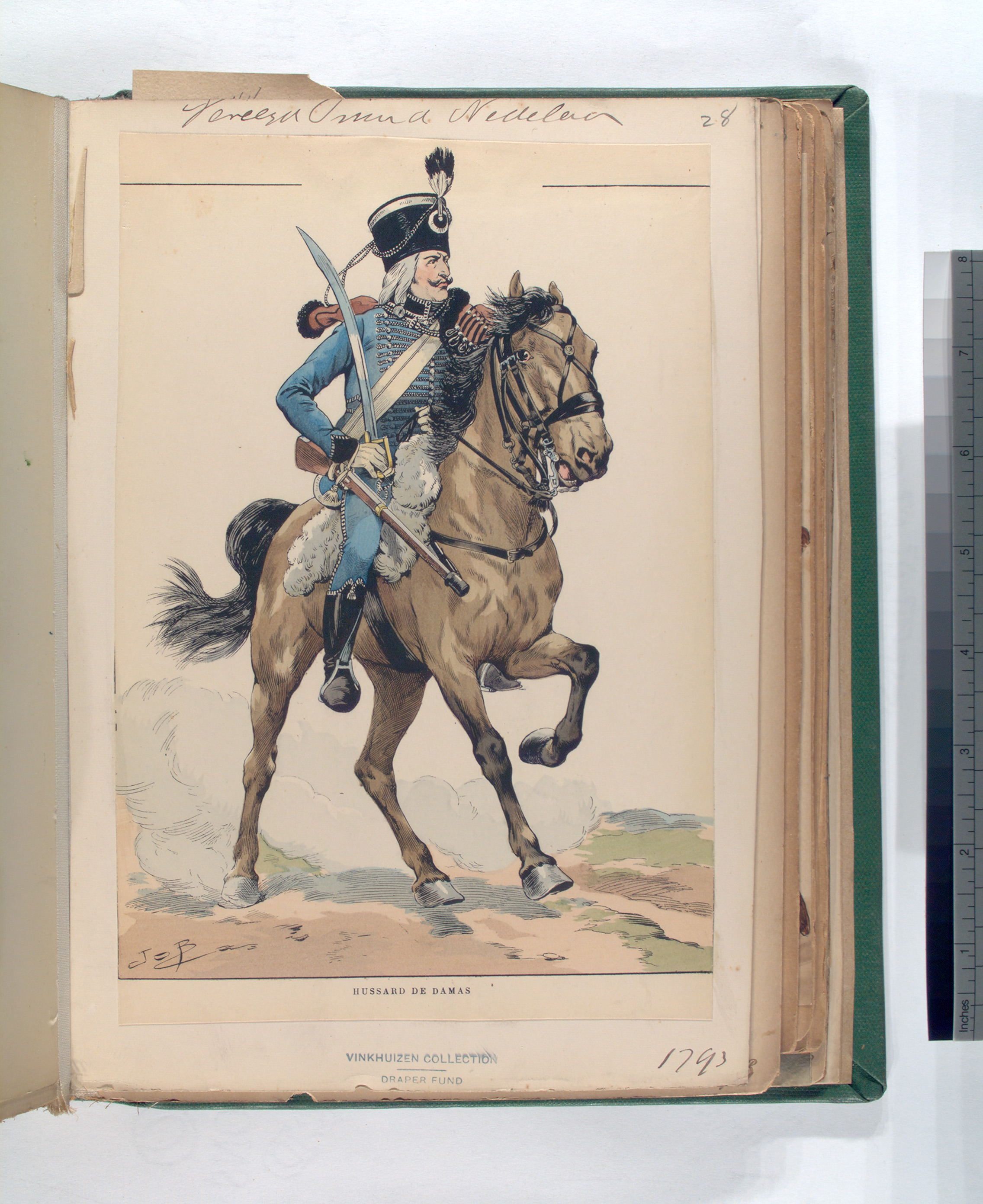
Uniforme de Hussards de la Légion de Damas, 1793

Flamme noires[précision nécessaire] sur le bonnet, collet noir, dolman bleu, pelisse grise, parements noirs, tresse blanche et culotte grise.

## Source
- Les Hussards français, tome 1, De l'Ancien régime à l'Empire édition Histoire et collection